# رمضان شاهو
رمضان شاهو (بالألبانية: Ramadan Shehu‏) هو لاعب كرة قدم ألباني، ولد في 14 يوليو 1948 في تيرانا في ألبانيا. لعب مع نادي فلازنيا شكودر.